# Underneath the Colours
Underneath the Colours — второй студийный альбом австралийской группы INXS, вышедший 19 октября 1981 года.

## Об альбоме
Диск был записан в Австралии в течение лета 1981 года. Автором обложки альбома является британский художник Cyril Power. Как и предшественник, альбом был издан за пределами Австралии и Новой Зеландии только в 1984 году. Как группа они становились популярнее, свидетельством чему является 15-е место в ARIA Charts и 21-е место главного сингла альбома - «Stay Young».

## Песни
Песни из альбома Underneath the Colours были вытеснены из сет-листов более коммерчески успешными и зрелыми к 1983-84 годам.
- Песня «Follow» впервые была исполнена во время раскрутки первого альбома группы под названием «I won't follow». Её предположительный дебют состоялся в Сиднее 30 августа 1980 года в концертном зале Paris Theater. Песню «The Loved One», выпущенную как отдельный сингл немного ранее альбома Underneath the Colours, INXS также начали впервые исполнять в то время.
- Песни «Underneath the Colours» и «Night of Rebellion» не исполнялись после 1983 года.
- Песня «Stay Young» не исполнялась после 1984 года.

## Список композиций
1. «Stay Young» — 3:25
2. «Horizons» — 5:13
3. «Big Go Go» — 3:12
4. «Underneath the Colours» — 3:59
5. «Fair Weather Ahead» — 4:21
6. «Night of Rebellion» — 3:44
7. «Follow» — 3:53
8. «Barbarian» — 3:00
9. «What Would You Do» — 3:08
10. «Just to Learn Again» — 4:43

## Синглы
1. «Stay Young»/«Lacavocal» (Октябрь 1981) (AUS #21)
2. «Underneath the Colours»/«Prehistoria» (Январь 1982) (Был издан только в Новой Зелландии)
3. «Night of Rebellion»/«Prehistoria» (Январь 1982)

## Видео
1. «Stay Young»
2. «Underneath the Colours»
3. «Night of Rebellion»

## Участники записи
- Гарри Гэри  Бирс — бас-гитара
- Эндрю Фаррисс — клавишные, гитара
- Джон Фаррисс — ударные, бэк-вокал
- Тим Фаррисс — соло-гитара
- Майкл Хатченс — ведущий вокал
- Кирк Пенгилли — гитара, саксофон, бэк-вокал